# Pap of Glencoe
De Pap of Glencoe (Nederlands: Tepel van Glencoe), in het Schots-Gaelisch Sgurr na Cìche (Nederlands: rotsachtige top van de borst) is een 742 m hoge heuvel ten noordoosten van het Schotse dorp Glencoe. De topografische prominentie is 156 m.
De heuvel is goed zichtbaar vanaf de noordzijde van Loch Leven en bereikbaar vanaf de single track road tussen het dorp en Clachaig Inn, aan de noordzijde van de rivier Coe. 
De Pap of Glencoe vormt de westelijke uitloper van de richel Aonach Eagach, een van de moeilijkst te beklimmen heuvelruggen van Groot-Brittannië.